# Ям (плем'я)
Ям, також єм (фін. Нäме, hämäläiset) — прибалтійсько-фінське плем'я.
Ям з середини 1-го тисячоліття н. е. жило у внутрішній частині Фінляндії в районі групи великих озер.
Основні заняття: полювання, лісові промисли, рибальство та торгівля.
Археологічними пам'ятниками ям є кам'яні могильники з трупоспаленнями. У «Повісті временних літ» ям згадується в числі тих, хто платило данину Русі. У XII–XIII століттях ям платило данину Новгородській республіці, а з середини XIII століття була підкорена шведами (шведська назва ям — тавасти). Пізніше ям разом з сум і західними карельськими племенами утворило фінську народність.